# Waltenhofen
Waltenhofen é um município da Alemanha, situado no distrito de Oberallgäu, no estado da Baviera. Tem 59,82 km² de área, e sua população em 2019 foi estimada em 9.482 habitantes.